# ألفونسو جاكسون
ألفونسو جاكسون (بالإنجليزية: Alphonso Jackson) (و. 1945 – م) هو سياسي أمريكي الجنسية، تولى منصب وزير الإسكان والتطوير الحضري.